# Rehoboth (Namibie)
Pour les articles homonymes, voir Rehoboth.
 (décembre 2016).
Si vous disposez d'ouvrages ou d'articles de référence ou si vous connaissez des sites web de qualité traitant du thème abordé ici, merci de compléter l'article en donnant les références utiles à sa vérifiabilité et en les liant à la section « Notes et références ».

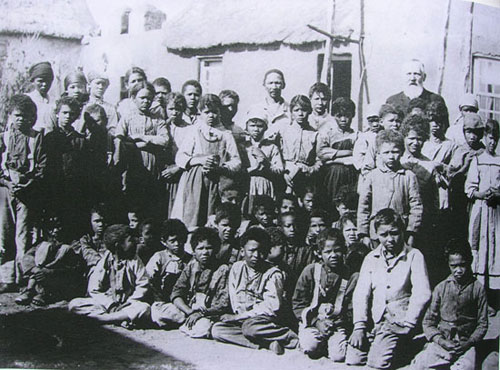
L'école du missionnaire Friedrich Heidmann, 1898

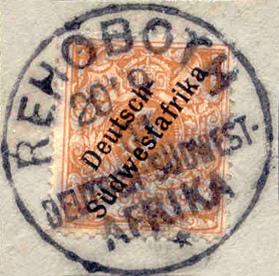
Timbres pour l'Afrique du Sud-Ouest Allemande cachet de la poste Rehoboth 1901

Rehoboth est une ville du centre de la Namibie, dans la région de Hardap, peuplée de près de 12 000 habitants (population de la circonscription en 2023). 

## Situation géographique et composition ethnique
Elle est située sur de hauts plateaux à 90 kilomètres au sud de Windhoek, la capitale de la Namibie. 
Rehoboth est divisée en sept quartiers.
La grande majorité de la population est constituée de Basters.

## Histoire

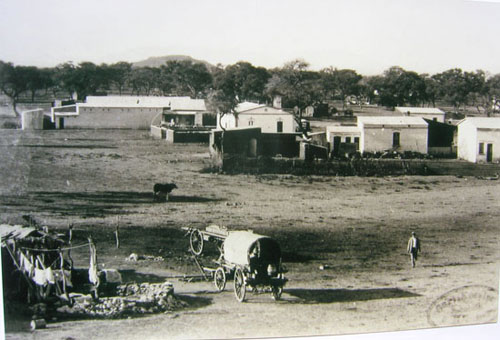
Rehoboth en 1908

À l'origine, la ville était située en territoire Nama. En effet les habitants de Rehoboth et de ses environs étaient les San (Haiǁom) et les Damaras, désormais disparus et / ou largement assimilés / acculturés, de la communauté traditionnelle de inAinîn (ou plutôt le Dama des ǃAib [aka ǀHūǃgaoben]), un sous-clan des OwGowanîn (Damaras du Kalahari). Ils ont d'abord découvert les sources d'eau chaude dans la région après la fin de la cohésion du peuple Damara au XVIe siècle et ont nommé ce site ǀGaoǁnāǀaus (fontaine du buffle tombant). Plus tard, les inAinîn s'installèrent définitivement à awNawases, à 11 km au nord-est de Rehoboth au milieu des années 1700 sous le règne du chef Xomaǀkhāb (troisième dans la lignée de la chronologie des chefs, vers 1725-1750). La communauté traditionnelle est, selon le cadre législatif post-indépendant de la Namibie, administrée par une autorité traditionnelle sous le règne de Kai ǀGarub (titre régional - "Grand Léopard"), le chef Hans Eichab. ǀGaoǁnāǀaus fut plus tard renommé ǀAnes (lieu de fumée) par les Kaiǁkhaun (Nama) qui s'y installèrent pendant une courte période avant d'émigrer à Hoachanas. La « fumée » faisait référence à la vapeur qui montait au-dessus des fontaines d'eau chaude les matins d'hiver froids. Les ǀHūǃgaoben ont décidé de s'installer à distance des sources riches en faune de Rehoboth afin de ne pas chasser le gibier errant sur le site.
En 1845, un missionnaire rhénan, Heinrich Kleinschmidt, baptisa l'endroit du nom de Rehoboth et y construisit une mission,. 
En 1864, les Namas abandonnèrent la région. 
En 1870, les Basters immigrants de la colonie du Cap obtinrent de la conférence de paix de Okahandja le 23 septembre 1870 entre oorlams, namas et hereros, l'autorisation de s'établir à Rehoboth. 
En peu de temps, ils devaient former la communauté des Basters de Rehoboth. 
De 333 personnes en 1870, la population passa à 800 résidents en 1874 et 1500 en 1885. 
Durant l'apartheid au XXe siècle, Rehoboth constitua une enclave pour les basters connue sous le nom de "Rehoboth Gebiet", transformée en bantoustan en 1979 sous le nom de Rehoboth.